# Список керівників держав 102 року
Список керівників держав 102 року — перелік правителів країн світу 102 року
Список керівників держав 101 року — 102 рік — Список керівників держав 103 року — Список керівників держав за роками

## Європа
- Боспорська держава — цар Савромат I (90-123)
- Дакія — цар Децебал (87-106)
- Ірландія — верховний король Туатал Техтмар (76-106)
- Римська імперія
  - імператор Траян (98-116)
    - консул Луцій Юлій Урс Сервіан (102)
    - консул Луцій Ліциній Сура (102)
      - Бетика — Квінт Бебій Макр (101—102)
      - Римська Британія — Луцій Нерацій Марцелл (101—103)
      - Нижня Мезія — Маній Лаберій Максим (100—102)

## Азія
- Близький Схід
  - Бану Джурам (Мекка) — шейх Абд аль-Масих (76-106)
  - Велика Вірменія — цар Санатрук I (88-110)
  - Набатейське царство — цар Раббель II Сотер (70-106)
  - Хим'яр — цар  Раббшамс Німран (100–110)
  - Осроена — цар Санатрук I Вірменський (91-109)
- Диньяваді — Вісу Яза (90-111)
- Іберійське царство — цар Картам (75-106)
- Індія
  - Кушанська імперія — Віма Такто (80-105)
  - Царство Сатаваханів — магараджа Шивасваті Сатавахана (84-112)
- Китай
  - Династія Хань — імператор Лю Чжао (Хе-Ді) (88-106)
  - вождь племінного союзу південних сяньбі Улунь (93-120)
- Корея
  - племінний союз Кая — Суро
  - Когурьо — тхеван (король) Тхеджохо (53-146)
  - Пекче — король Кіру (77-128)
  - Сілла — ісагим (король) Пхаса (80-112)
- Персія
  - Парфія — шах Пакор II (78-105)
- Сипау (Онг Паун) — Сау Кам Монг (72-110)
- плем'я Хунну — шаньюй (вождь) Тань (98-124)
- Японія — тенно (імператор) Кейко (71-130)
  - Азія — Квінт Вібій Секунд (101—102)
  - Віфінія і Понт — Гай Юлій Басс (101—102)
  - Лікія і Памфілія — Гай Требоній Прокул Меттій Модест (99-103)
  - Римська Сирія — Гай Анцій Авл Юлій Квадрат (100—104)
  - Юдея — Тиберій Клавдій Аттік Герод (99-102)

## Африка
- Аксумське царство — негус Аутет Аутет (100-102)
- Царство Куш — цар Терікенівал (85-103)
  - Африка — Луцій Яволен Пріск (101—102)
  - Римський Єгипет — Гай Мініцій Італ (100—103)